# Gheorghe II Duca
Pour les articles homonymes, voir Duca.
Gheorghe II Duca (Γεώργιος Δούκας en grec, Георге Дука en cyrillique roumain) fut prince de Moldavie de 1665 à 1666, puis de 1668 à 1672 et enfin, de 1678 à 1684. Il est également prince de Valachie de 1674 à 1678. La monarchie est élective dans les principautés roumaines de Moldavie et de Valachie, comme en Transylvanie et en Pologne voisines : le prince (voïvode, hospodar ou domnitor selon les époques et les sources) est élu par (et souvent parmi) les boyards : pour être nommé, régner et se maintenir, il s'appuyait sur les partis de boyards et fréquemment sur les puissances voisines, habsbourgeoise, polonaise, russe et surtout ottomane, car jusqu'en 1859 les deux principautés étaient vassales de la « Sublime Porte » dont elles étaient tributaires.

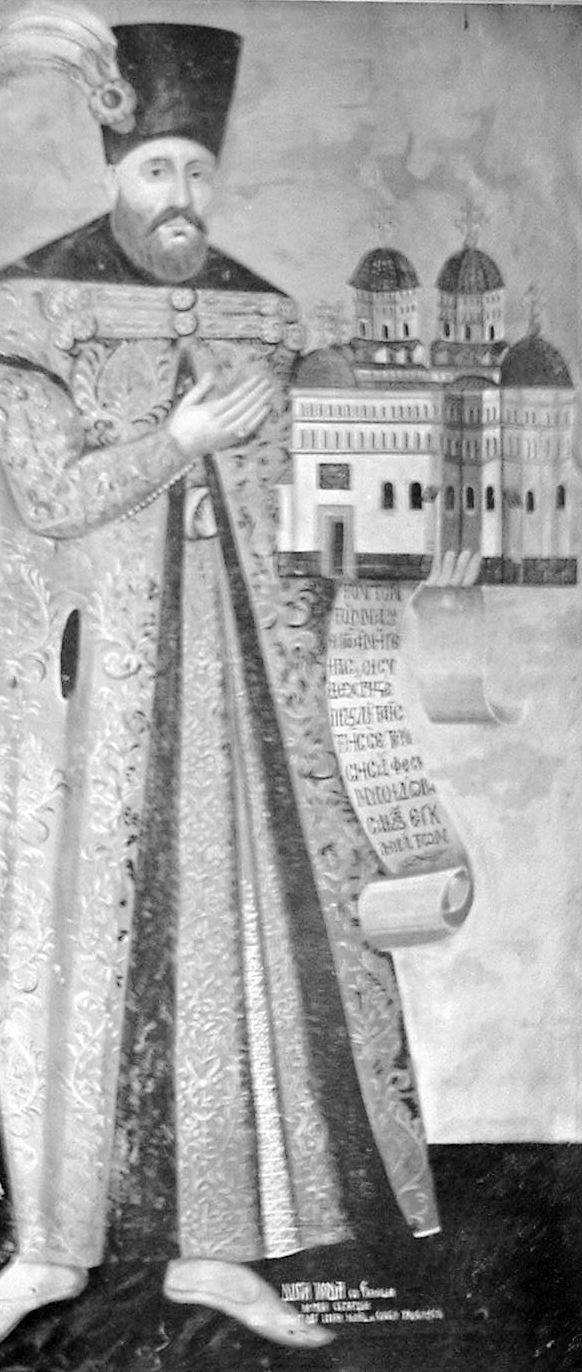
Gheorghe Duca fit élever le monastère Cetățuia à Iași (capitale de l'ancienne Moldavie). Il y est représenté sur une peinture murale tenant en sa main une maquette de l'édifice.

## Biographie
Gheorghe Duca naît autour de 1620 dans une famille de Grecs d'Albanie. Installé en Moldavie alors qu'il était enfant, il devient le protégé du prince Basile le Loup qui l'introduit à sa Cour et le forme à la politique[réf. incomplète].
Il épouse Anastasia, la belle-fille du prince de Moldavie, Eustatie Dabija ; il succède alors à celui-ci sur le trône. Son règne sera très perturbé puisqu'il sera déchu trois fois : la première fois, en mai 1666 en faveur d'Ilie III Alexandru ; la deuxième fois le 16 août 1672 et la troisième fois le 4 janvier 1684, toutes deux en faveur de Ștefan Petriceicu le candidat des Polonais.
Il est alors agréé prince de Valachie par la « Sublime Porte » le 6 décembre 1673 à la place de Grigore Ier Ghica, destitué à la suite de la défaite de l'armée ottomane et de ses vassaux moldaves et valaques contre la Pologne et son futur roi Jean III Sobieski à la bataille de Hotin, le 11 novembre 1673.
Lors de la montée de Șerban Ier Cantacuzène sur le trône valaque en décembre 1678, Gheorge II Duca est transféré sur le trône moldave jusqu'au 4 janvier 1684. Il règne également sur l'Ukraine ottomane de 1681 à 1684. Déchu une dernière fois, il s'exile en Pologne où il meurt en 1685.
Son corps est cependant ramené en Moldavie et inhumé à Jassy au monastère Cetatuia (en roumain : Mânastirea Cetatuia).

## Postérité

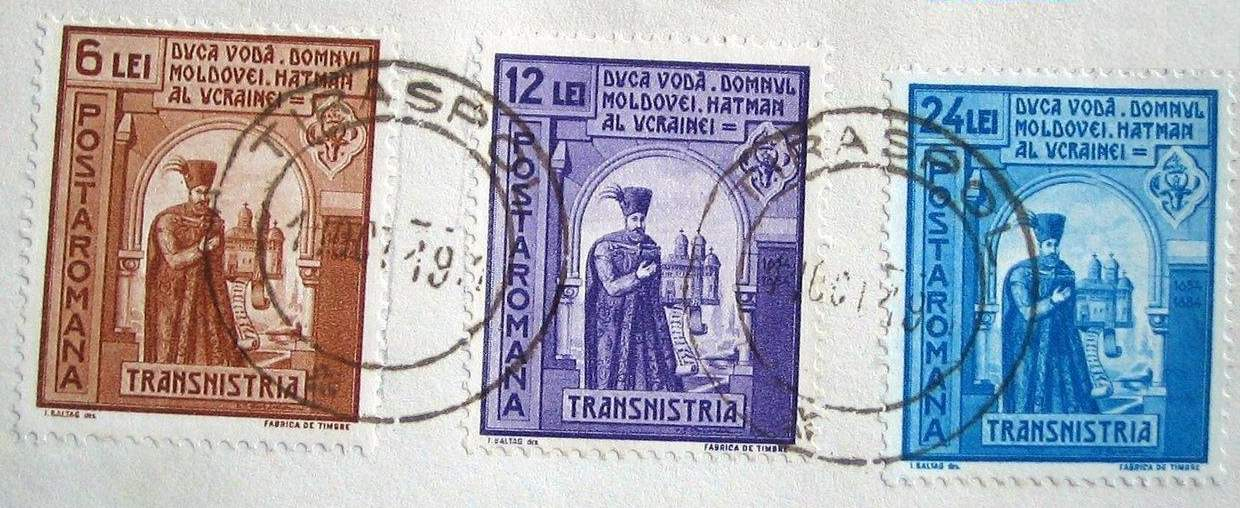
Gheorghe II Duca tel que représenté sur des timbres-poste roumains de 1941.

Il laisse un fils, Constantin Duca, qui deviendra par la suite prince de Moldavie.